# سامي جونز
سامي جونز (بالإنجليزية: Sammy Jones)‏ (11 يونيو 1911 في المملكة المتحدة - 1993) هو لاعب كرة قدم بريطاني (وحمل سابقاً جنسية المملكة المتحدة لبريطانيا العظمى وأيرلندا) في مركز الدفاع. شارك مع منتخب أيرلندا لكرة القدم. أما مع النوادي، فقد لعب مع ليسبورن ديستليري ونادي بلاكبول.

## وصلات خارجية
- سامي جونز على موقع قاعدة بيانات كرة القدم.إي يو (الإنجليزية)